# Lucerne Valley (Kalifornija)
Lucerne Valley je naseljeno područje za statističke svrhe u američkoj saveznoj državi Kalifornija. Prema popisu stanovništva iz 2010. u njemu je živjelo 5.811 stanovnika.